# Legend (datorspel, 1994)
Legend är ett TV-spel utvecklat av Arcade Zone och utgivet i USA till SNES i april, 1994 och i Europa den 21 december samma år. Spelet påminner om Final Fight, men utspelar sig i Medeltidens Europa.

## Handling
Despoten Beldor the Maleficent härskade över kungariket Sellech, och kaos rådde. Många riddare försökte stoppa Beldor, men ingen återvände. Folket enades slutligen, och lyckades komma åt Beldors själ. Nu försöker kung Clovis av Sellech, Beldors son, släppas lös sin fars kraft och erövra hela kungariket.
Man kan spela upp till två spelare samtidigt, och spelare 1 använder svärd, medan spelare 2 slåss med yxa.

### Fotnoter
1. ↑  ”Legend” (på svenska). Super Power (Solna) (7 1994). oktober 1994. Läst 25 april 2014.